# Ekhult
Ekhult är ett naturreservat i Kinda kommun i Östergötlands län.
Området är naturskyddat sedan 1999 och är 17 hektar stort. Reservatet omfattar höjder omkring två bäckar. Reservatet består av äldre barrskog med inslag av lövträd och sumpskog vid bäckarna.